# Délégation générale de la Corée du Nord en France
La délégation générale de la république populaire démocratique de Corée en République française (hangeul : 프랑스공화국 주재 조선민주주의인민공화국 총 대표부 ; RR : peulangseugonghwagug jujae joseonminjujuuiinmingonghwagug chong daepyobu) est la représentation de la Corée du Nord en France, sous forme de délégation générale. Elle abrite aussi la représentation de la Corée du Nord auprès de l'UNESCO,. Elle a la particularité d’être la seule ambassade dans le 14e arrondissement. 

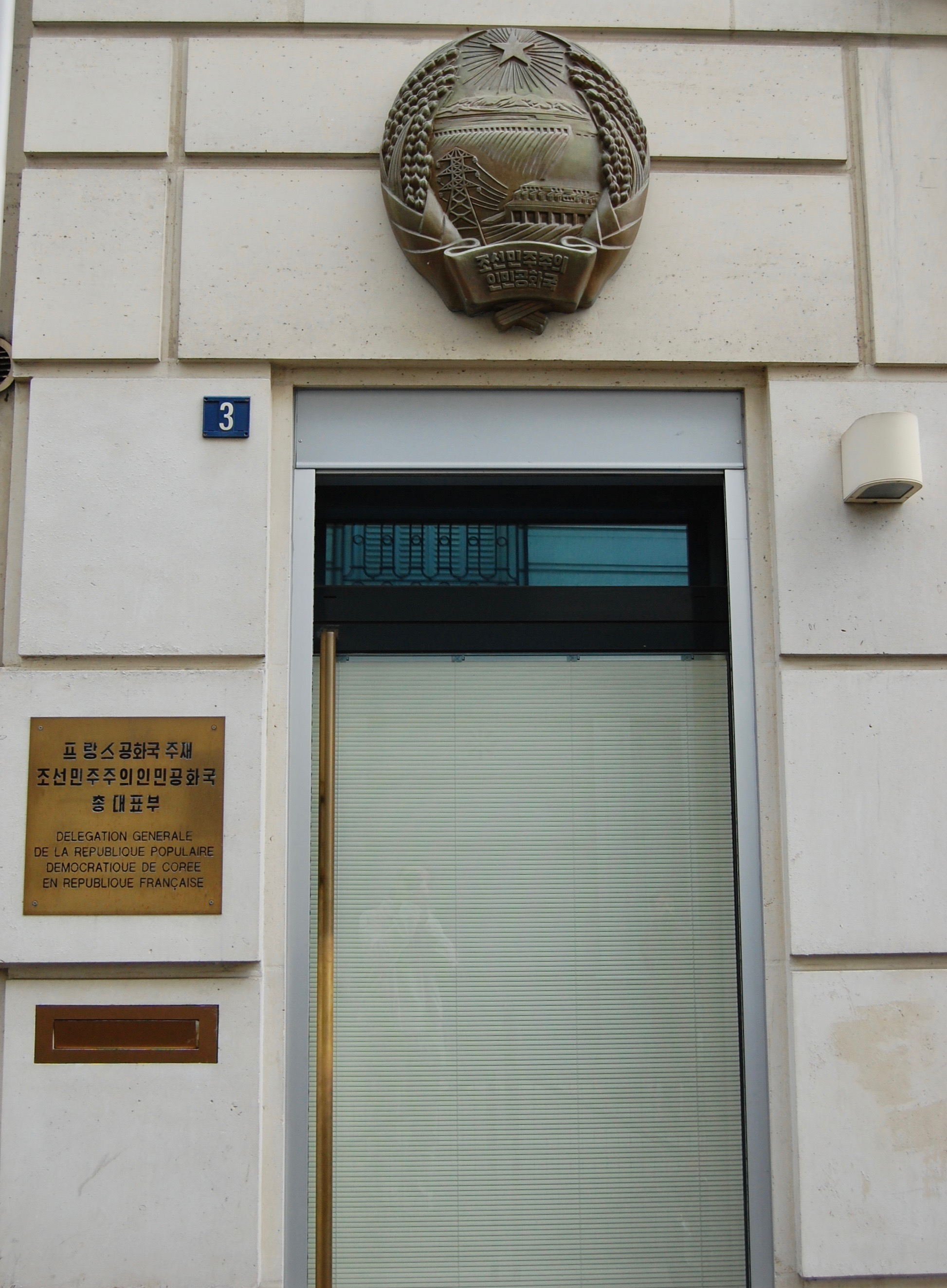
Façade.

## Historique
La représentation est créée à la fin des années 1960 (en 1968, en 1969 ou en 1972) sous la forme d'un bureau commercial. En 1984, le président de la République François Mitterrand le transforme en « délégation générale »,,,.

## Organisation
Trois personnes sont en poste dans la délégation, un conseiller et deux représentants à l'UNESCO.
Le responsable de la délégation est l'ambassadeur de la Corée du Nord à l'UNESCO.

### Directeurs
- 2014-2023 : Kim Yong-il

## Localisation
La délégation est située au 3 rue Asseline à Paris,.